# Pomnik w hołdzie obrońcom Ojczyzny w Kłodzku
Pomnik w hołdzie obrońcom Ojczyzny w Kłodzku – pomnik znajdujący się w Parku Sybiraków w Kłodzku. Pomnik został odsłonięty 3 maja 2005 roku i wybudowany został z inicjatywy Koła Gminnego Związku Kombatantów Rzeczypospolitej Polskiej i Byłych Więźniów Politycznych w Kłodzku.

## Opis
Pomnik przedstawia żołnierza polskiego z września 1939 roku. Na granitowym postumencie z wyrytym napisem: „Pamięć przeszłości siłą narodu – w hołdzie Obrońcom Ojczyzny – społeczeństwo Ziemi Kłodzkiej. Kłodzko 3 maja 2005".